# Nou 2
Nou 2 fou el segon canal de Televisió Valenciana, pertanyent al grup Radiotelevisió Valenciana (RTVV). Tenia vocació de servei públic i orientada a un públic més exigent. Es caracteritzava pel seu contingut cultural, divulgatiu i esportiu. La seua oferta televisiva comptava amb espais infantils (Babaclub i Sambòrik), documentals, culturals (Encontres), esportius (Minut a Minut) i amb altres programes que pretenien la divulgació de la cultura i tradicions valencianes. Canal Nou Dos emetia íntegrament en valencià, a diferència de Canal Nou que alternava el castellà i el valencià.
Fins al 30 de març de 2009, la programació contenia dos espais informatius, que arran de l'aparició del canal informatiu de TVV Nou 24 foren traspassats a aquell canal.

## Inici d'emissions i cobertura
Va començar les emissions regulars la diada del 9 d'octubre de 1997 amb el nom de Notícies 9, tot i que les seues emissions en període de proves començaren el 16 de febrer del 1997, donant origen a interferències a l'emissió de TV3 a algunes comarques a mesura que anava implantant-se el segon canal. Posteriorment, l'1 de maig de 1999, canvià d'imatge i marca passant a ser Punt Dos. El 9 d'octubre de 2005 canvià d'imatge fent-la més moderna i dinàmica. En setembre de 2010, RTVV va incloure en els canals del grup la denominació nou.
Des del 30 de març del 2009 començà a emetre en TDT, ja que en la seua freqüència analògica (tant al País Valencià com a les Illes Balears) s'hi va començar a emetre el canal de notícies 24/9 que només estava emetent en TDT. Després de l'apagada analògica, tots els canals emeten exclusivament per TDT.
Canals d'emissió exterior en analògic:
- Sóller, Alfàbia: 55 UHF (amb cobertura a Mallorca, La Barceloneta i Collserola).
- Es Mercadal, El Toro: 56 UHF.
- Sant Llorenç de Balàfia: 33 UHF.
- Castell d'Eivissa, Dalt Vila: 54 UHF.
- Sant Josep de sa Talaia, Sa Talaiassa: 21 UHF (amb cobertura a Formentera).
- Sant Vicent de sa Cala: 36 UHF.

Canals d'emissió a la TDT:
- Castelló: 60 UHF i 63 UHF.
- València: 28 UHF i 57 UHF.
- Alacant: 44 UHF i 62 UHF.

Canals d'emissió per cable:
- ONO: Dial 8 (País Valencià)
- Imagenio: Dial 8 (País Valencià)

## Fusió amb Nou 24 i fi d'emissions
En l'any 2011, la seua audiència no arribava a l'1% de quota televisiva. A causa de la dura crisi que travessava l'ens públic valencià, la direcció d'RTVV informà que, des del 6 de juliol del 2013, Nou Dos i Nou 24 passarien a ser un nou canal, que mantindria aquesta última denominació i estaria destinat fonamentalment a la informació, la cultura i les retransmissions. Aquest segon canal sorgit de la fusió també es dedica a emetre qualsevol contingut, manifestació cultural o artística que fomente la difusió de la llengua i la cultura valencianes. La fusió d'ambdós canals fou aprovada el 5 de juliol del 2013 pel ple del Consell en virtut del contracte programa de Radiotelevisió Valenciana, permetent a aquesta societat pública un estalvi anual de 2,7 milions d'euros.
Por altra banda, les seccions sindicals d'RTVV informaren en un comunicat que havien acceptat la proposta de la direcció d'RTVV per prorrogar la vigència del huité conveni col·lectiu fins a l'1 de novembre del mateix any. En la nota, indicaren que les negociacions per a tal conveni col·lectiu començarien el dia 1 de setembre.

## Logotips
El 10 d'octubre del 2005, RTVV va renovar la imatge corporativa dels seus canals. En el cas del Punt 2 es va estilitzar i redissenyar l'antic logotip donant més importància al número 2 i reduint la mida del punt.
El mes de setembre del 2010, RTVV va incloure en tots els seus canals la denominació nou. D'aquesta manera es va produir un canvi d'imatge corporativa.

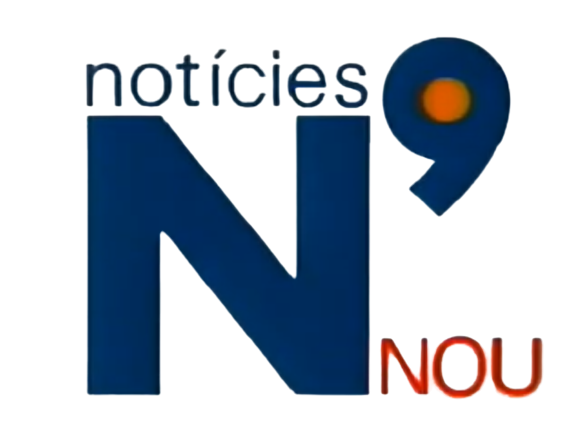
Des del 1997 fins al 1999.
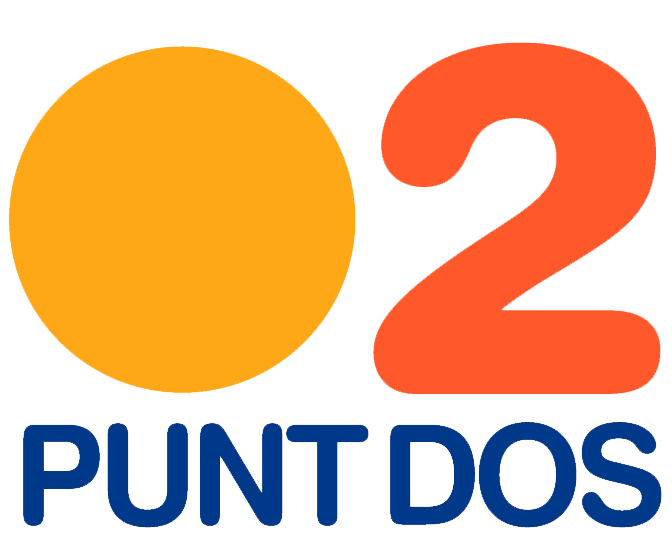
Des del 1999 fins al 2005.
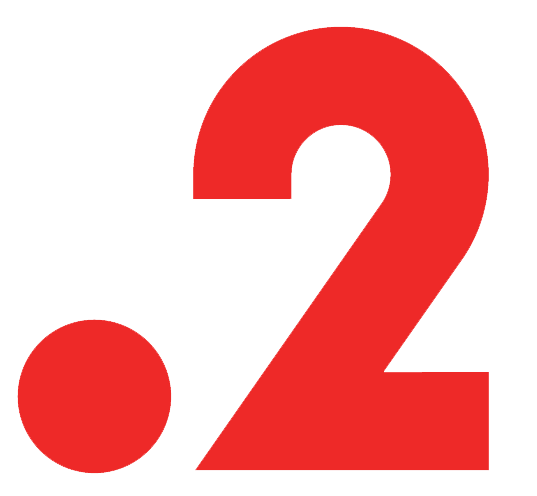
Des del 2005 fins al 2010.
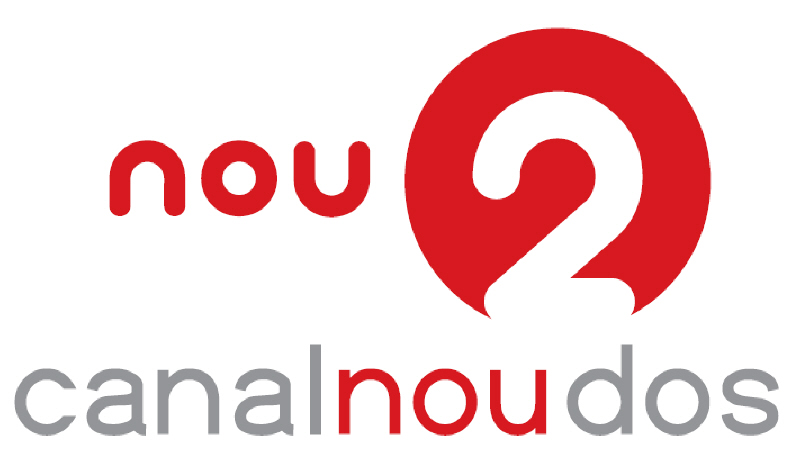
Des del 2010.
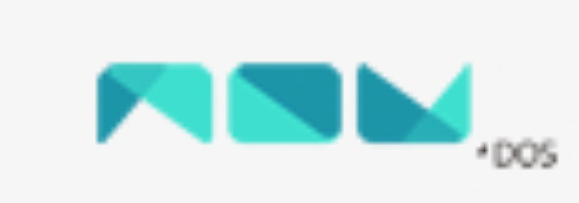
Logo al 2013 (només al web).

## Centre de Producció de Programes
El Centre de Producció de programes de TVV es troba a Burjassot (Horta), en una parcel·la de 30.000 metres quadrats, les instal·lacions ocupen aproximadament 20.000 metres quadrats. A principis de l'any 2006 el director general de l'ens RTVV presentà el projecte d'ampliació de les instal·lacions, amb el nou edifici de Nou 2, Ràdio Nou (posteriorment Nou Ràdio) i Sí Ràdio. També tingué redacció a Castelló de la Plana i el segon Centre de Producció de Programes a Alacant.

## Informatius
Amb l'aparició del canal informatiu 24/9, els espais informatius de Punt 2 van ser traslladats a aquest nou canal.
- Punt 2 Notícies es va emetre l'any 2007 de dilluns a divendres a les 15:30. Estava presentat per Carme Bort.[10]
- 24.2 Notícies era l'últim informatiu del dia, presentat per Josep Lluís Torró. Començava a les dotze de la mitjanit amb una durada de mitja hora. Abans d'acabar s'emetia l'espai L'entrevista, on cada nit es tractava un tema amb un convidat especial. Al canal informatiu s'emetia tots els dies a les onze de la nit amb el nom 24/9 Nit.[10]
- Metropolità era l'informatiu comarcal de TVV, i present a la graella de Punt 2 des dels seus inicis. S'emetia de dilluns a divendres a les 20:00, però arran de la renovació dels espais informatius de TVV aquest va ser substituït pel Notícies 9 comarques, que s'emetia de dilluns a divendres a les 14:00 per Canal Nou.[10]

## Audiència
| 1997 | 1998 | 1999 | 2000 | 2001 | 2002 | 2003 | 2004 | 2005 | 2006 | 2007 | 2008 | 2009 | 2010 | 2011 | 2012 | 2013 |
| ---- | ---- | ---- | ---- | ---- | ---- | ---- | ---- | ---- | ---- | ---- | ---- | ---- | ---- | ---- | ---- | ---- |
| 0,5  | 0,9  | 1,4  | 2,0  | 2,0  | 1,8  | 2,0  | 2,1  | 2,4  | 2,1  | 1,8  | 1,3  | 0,6  | 0,5  | 0,4  | 0,4  | 0,2  |